# Krzysztof Wętkowski
Krzysztof Jakub Wętkowski (Gniezno, 12 de agosto de 1963) é um presbítero católico polaco, nomeado bispo auxiliar de Gniezno pelo Papa Bento XVI.
Foi admitido no Seminário Primaz de Gniezno em 1982 e posteriormente foi ordenado presbítero a 4 de junho de 1988.
Logo após a ordenação foi vigário paroquial da paróquia de St. Martin e St. Nicholas em Bydgoszcz (1988-1989). Entre 1989 e 1994 estudou na Universidade Católica de Lublin onde, em 1995 obteve o doutoramento em Direito Canónico com a tese: «A actividade legislativa do Cardeal Stefan Wyszynski como arcebispo de Gniezno, 1948-1981».
É professor de Direito Canónico no Seminário de Gniezno desde 1995 e na Universidade Adam Mickiewicz em Poznań desde 2008.
Paralelamente também desempenhou as funções de Mestre de Cerimónias da Catedral (1995-1998), juiz do Tribunal Metropolitano (2000-2001) e Chanceler da Cúria (1995-2012).
Publicou vários livros e artigos científicos e é colaborador permanente do semanário católico Przewdnik Katolicki.
É o Vigário Geral e Moderador da Cúria e foi membro do Conselho de Presbíteros e do Colégio de Consultores.
A 24 de novembro de 2012 foi nomeado bispo auxiliar da Arquidiocese de Gniezno com o título de Bispo Titular de Glavinitza e será ordenado pelo arcebispo Józef Kowalczyk.

## Ligações Externas
- Krzysztof Wętkowski in GCatholic
- Página Oficial da Arquidiocese de Gniezno